# Eupsilia morrisoni
Eupsilia morrisoni är en fjärilsart som beskrevs av Augustus Radcliffe Grote 1874. Eupsilia morrisoni ingår i släktet Eupsilia och familjen nattflyn. Inga underarter finns listade i Catalogue of Life.